# Karhujärvi (sjö i Finland, Kajanaland, lat 64,52, long 29,00)
Karhujärvi är en sjö i Finland. Den ligger i kommunen Hyrynsalmi i landskapet Kajanaland, i den centrala delen av landet, 500 km norr om huvudstaden Helsingfors. Karhujärvi ligger 203,4 meter över havet. Arean är 68,8 hektar och strandlinjen är 4,22 kilometer lång. Sjön  ingår i Uleälvens huvudavrinningsområde. 